# 大分県道44号宇佐本耶馬溪線
大分県道44号宇佐本耶馬溪線（おおいたけんどう44ごう うさほんやばけいせん）は、大分県宇佐市から中津市に至る県道（主要地方道）である。

## 概要
宇佐市大字江須賀から中津市本耶馬渓町樋田に至る。路線名に景勝地として名高い耶馬渓の名が含まれるが、本路線の沿線には観光地として知られた景勝地はない。ただし、終点で接続する国道212号の沿線は景勝地として名高く、青の洞門も本路線の終点から近い。

### 路線データ
- 起点：大分県宇佐市大字江須賀（大分県道23号中津高田線交点）
- 終点：大分県中津市本耶馬渓町樋田（国道212号交点、福岡県道・大分県道16号吉富本耶馬渓線終点、大分県道411号中津山国自転車道線起点）

## 歴史
- 1993年（平成5年）5月11日 - 建設省から、県道江須賀法鏡寺線・県道宇佐本耶馬渓線が宇佐本耶馬渓線として主要地方道に指定される[1]。

## 路線状況

### 重複区間
- 大分県道629号和気佐野線（宇佐市大字江須賀 地内）
- 国道10号・国道213号（宇佐市大字法鏡寺・宇佐市法鏡寺交差点 - 宇佐市大字四日市・宇佐市西本町交差点）
- 大分県道664号円座中津線（宇佐市大字麻生 - 宇佐市大字山口）

### 道路施設

#### トンネル
- 桜峠隧道：延長135 m、1929年（昭和4年）竣工、宇佐市 - 中津市

## 地理

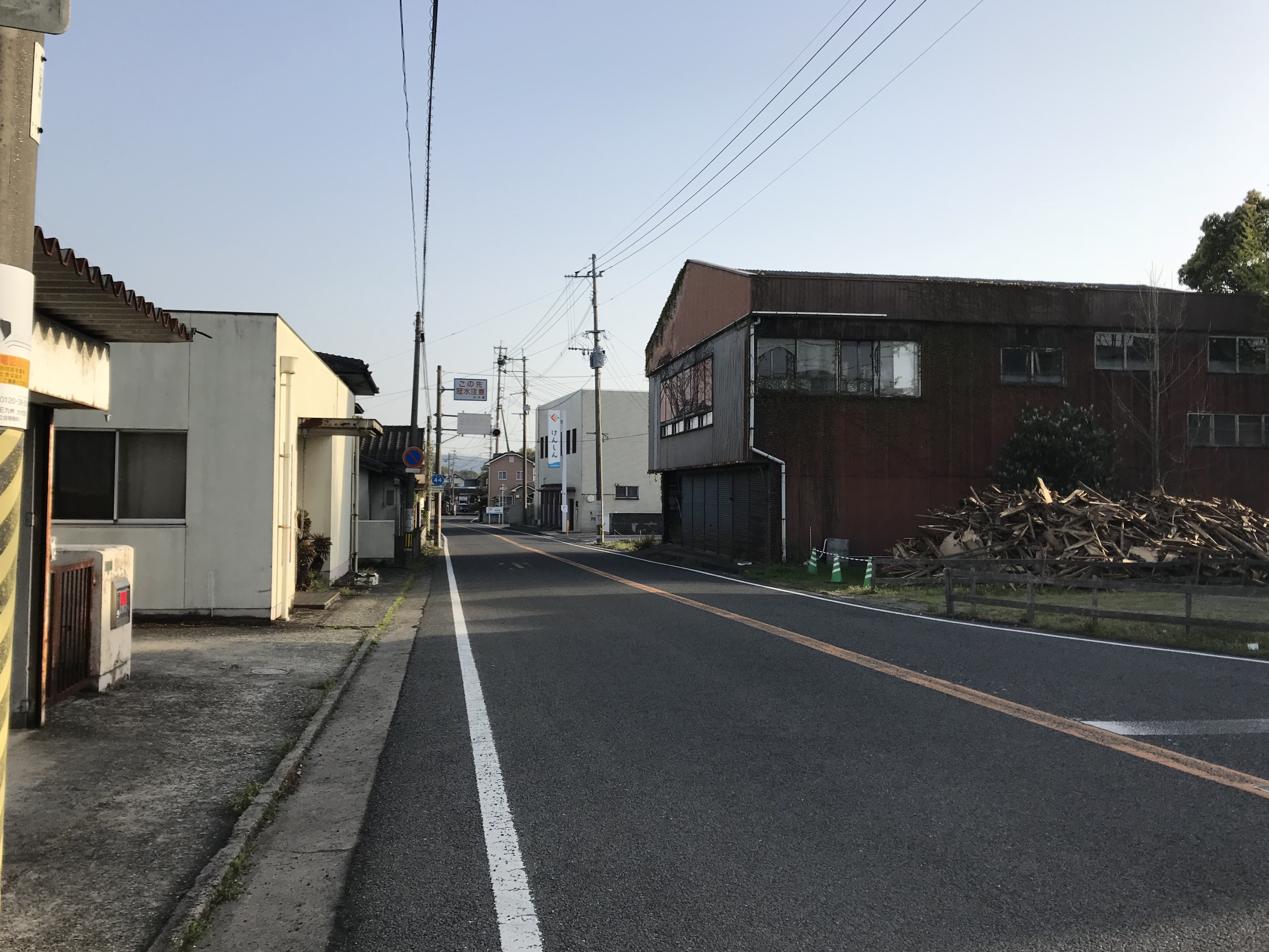
宇佐市大字江須賀から終点方向を望む

### 通過する自治体
- 大分県
  - 宇佐市 - 中津市

### 交差する道路
| 交差する道路                                                                 | 市町村名 | 交差する場所   | 交差する場所       |
| ---------------------------------------------------------------------------- | -------- | -------------- | ------------------ |
| 大分県道23号中津高田線                                                       | 宇佐市   | 大字江須賀     | 起点               |
| 大分県道629号和気佐野線 重複区間起点                                         | 宇佐市   | 大字江須賀     |                    |
| 大分県道44号宇佐本耶馬溪線 / バイパス 大分県道629号和気佐野線 重複区間終点   | 宇佐市   | 大字江須賀     |                    |
| 国道10号 重複区間起点 国道213号 重複区間起点 国道387号                       | 宇佐市   | 大字法鏡寺     | 宇佐市法鏡寺交差点 |
| 国道10号 重複区間終点 国道213号 重複区間終点 大分県道529号豊前善光寺停車場線 | 宇佐市   | 大字四日市     | 西本町交差点       |
| 大分県道625号宇佐インター線                                                  | 宇佐市   | 大字四日市     |                    |
| 国道10号 / 宇佐別府道路                                                      | 宇佐市   | 大字四日市     |                    |
| 大分県道660号山袋久々姥線                                                    | 宇佐市   | 大字山袋       |                    |
| 大分県道664号円座中津線 重複区間起点                                         | 宇佐市   | 大字麻生       |                    |
| 大分県道664号円座中津線 重複区間終点                                         | 宇佐市   | 大字山口       |                    |
| 国道212号 大分県道16号吉富本耶馬渓線 大分県道411号中津山国自転車道線         | 中津市   | 本耶馬渓町樋田 | 終点               |

### 交差する鉄道
- 日豊本線

### 沿線
- JR九州日豊本線 柳ケ浦駅（起点付近）
- 宇佐市立柳ヶ浦小学校
- 宇佐市立駅館小学校
- 大分県立宇佐産業科学高等学校
- 宇佐市立西部中学校
- 麻生郵便局

### 峠
- 桜峠（宇佐市 - 中津市）